# Route nationale 10 (France métropolitaine)
Pour les articles homonymes, voir RN 10 et Route nationale 10.
La route nationale 10, ou RN 10, est une route nationale française, commençant aux Quatre-Pavés-du-Roi (Montigny-le-Bretonneux, Yvelines), dans le prolongement de l'autoroute A12, et allant jusqu'à la frontière espagnole (Béhobie). Le tronçon initial, de Paris (Porte de Saint-Cloud) au pont de Sèvres, a été déclassé en RD 910 dans les Hauts-de-Seine à l'entrée de Boulogne-Billancourt, tout comme l'avait été le tronçon entre Sèvres et les Quatre-Pavés-du-Roi. Dans les Yvelines, la route a été déclassée en RD 10. Certains tronçons entre Bordeaux et Béhobie (frontière avec l'Espagne) ont été incorporés à la route des Estuaires. Entre Poitiers et Saint-André-de-Cubzac, elle est totalement à 2×2 voies depuis 2019.
Le décret du 5 décembre 2005 prévoit le déclassement de plusieurs tronçons :
- Paris (Porte de Saint-Cloud) - Pont de Sèvres ;
- Ablis - Chartres ;
- Château-Renault à Poitiers ;
- Saint-André-de-Cubzac à Belin-Béliet ;
- Saint-Geours-de-Maremne à la frontière espagnole.

Le CD 31 sera transformé en RN 10 entre Château-Renault et l'échangeur 18 de l'A10 à Auzouer-en-Touraine.
Finalement, la nouvelle RN 10 ira des Quatre-Pavés-du-Roi (Montigny-le-Bretonneux) à Ablis, de Chartres à Auzouer-en-Touraine et de Poitiers à Saint-André-de-Cubzac, la section landaise ayant été transformée en autoroute A63 en 2014.
Étant un itinéraire de prédilection pour les immigrés portugais en France, allant ou retournant au pays, elle est parfois surnommée le cimetière des Portugais du fait de sa dangerosité, plus particulièrement le tronçon au sud de Bordeaux. La mise à 2×2 voies entre Poitiers et  Saint-André-de-Cubzac puis la concession autoroutière de Belin-Béliet à Saint-Geours-de-Maremne a toutefois contribué à la rendre moins dangereuse.

## Itinéraire

### De Paris aux Quatre-Pavés-du-Roi (RD 910, RD 10)

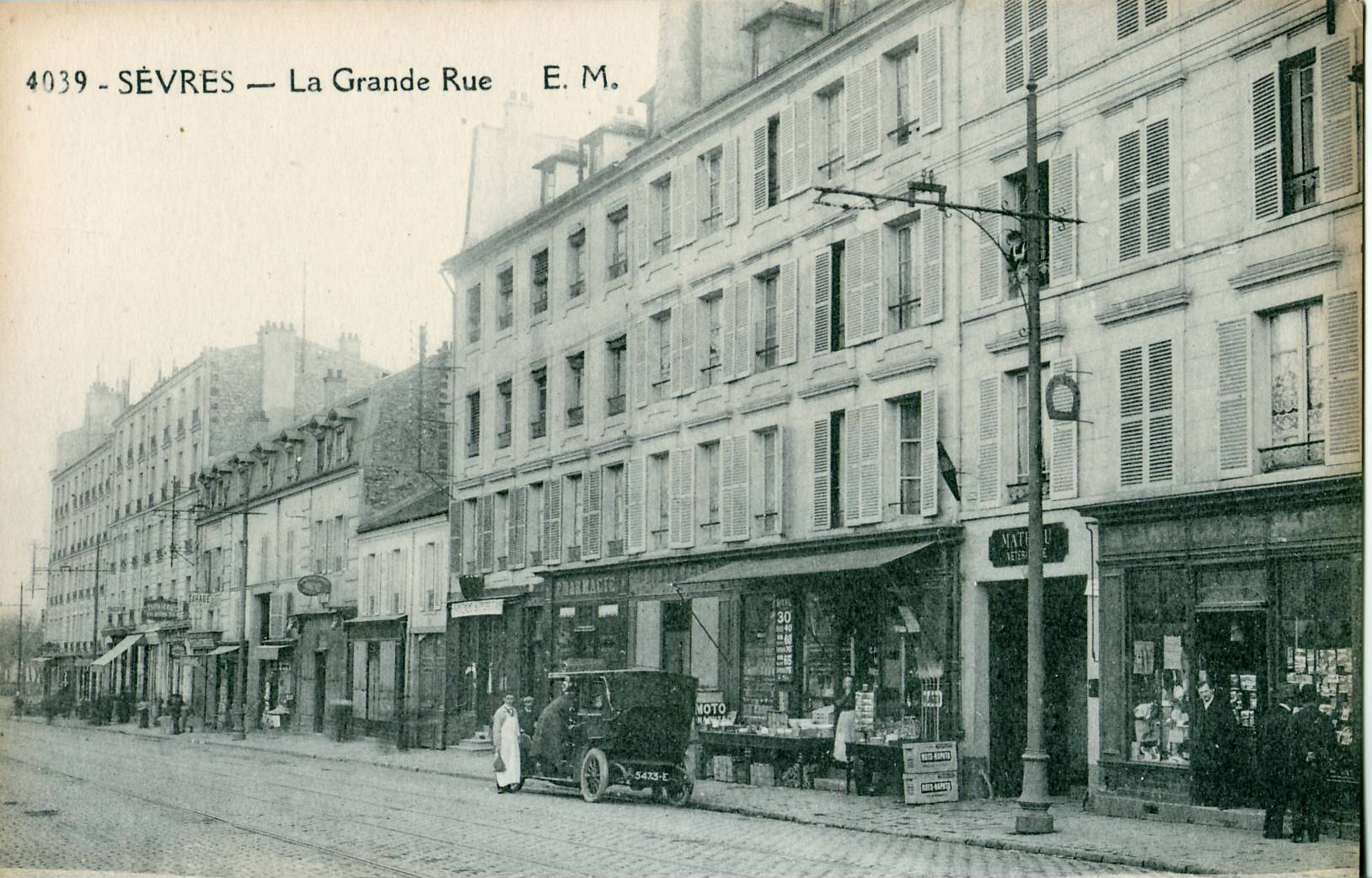
La RN 10 à Sèvres, au début du XX.

La route nationale 10, déclassée en route départementale 910, quitte Paris par la porte de Saint-Cloud, traverse Boulogne-Billancourt jusqu'au pont de Sèvres. Puis elle entre dans Sèvres, la traverse, puis Chaville et Viroflay, commune à l'entrée de laquelle elle devient la route départementale 10. Elle traverse ensuite Versailles, puis Saint-Cyr-l’École. Aux Quatre-Pavés-du-Roi, la route reprend son nom initial sous forme de RN 10.
- Paris Porte de Saint-Cloud RD 910 (km 0)
- Boulogne-Billancourt RD 910 (km 2)

Avenue Édouard-Vaillant
Place Marcel-Sembat
Avenue du Général-Leclerc
Pont de Sèvres sur la Seine
- Sèvres RD 910 (km 4)

Grande-Rue
Avenue de l'Europe
Grande-Rue
- Chaville RD 910 (km 7)

Avenue Roger-Salengro
- Viroflay RD 10 (km 9)

Avenue du Général-Leclerc
- Versailles RD 10 (km 12)

Avenue de Paris
Avenue du Général-de-Gaulle
- Saint-Cyr-l'École RD 10 (km 17)
- Les Quatre-Pavés-du-Roi, commune de Montigny-le-Bretonneux RN 10 (km 19)

### Des Quatre-Pavés-du-Roi à Châteaudun (RN 10, RD 910)
Principales communes traversées :
- Trappes RN 10 (km 23)
- Élancourt RN 10
- Coignières RN 10 (km 30)
- Les Essarts-le-Roi (La Maison Neuve) RN 10
- Le Perray-en-Yvelines RN 10 (km 38)
- Rambouillet RN 10  (km 44)
- Ablis RN 10 et RD 910(km 58)
- Le Gué-de-Longroi RD 910 (km 66)
- Chartres RD 910  (km 86)
- Thivars  RD 910 (km 93)
- La Bourdinière-Saint-Loup RN 10
- Vitray-en-Beauce RN 10
- Bois de Feugères (hameau de Bouville) RN 10
- Montboissier (lieux-dits Le Guinier, La Croix-d'Augonville, Le Fourneau, Fleurus) RN 10
- Bonneval RN 10 (km 116)
- Châteaudun RD 910 (km 130)

Remarque : jusque dans les années 1930, la RN 10 passait par Maintenon et non Ablis. Le tronçon Rambouillet – Ablis faisait alors partie de la route nationale 191, tandis qu'on allait d'Ablis à Chartres par la route nationale 188. Dans les années 1930, on créa la route nationale 306 (de la Porte de Châtillon à Lèves) pour reprendre le tronçon de la RN 10 via Maintenon. La route contourne Ablis par l'ouest, et devient la route départementale 910 jusqu’à Thivars. Elle porte également le surnom de Voie de la Liberté jusqu'à Chartres. La route nationale 10, déclassée en route départementale 910 contourne Chartres par l'est et au niveau du rond-point avec la route nationale 154, la route devient la route nationale 123 jusqu'au rond-point avec la route départementale 7010 et redevient la route départementale 910. Au sud de Thivars, la route reprend son nom initial de route nationale 10. La route contourne Châteaudun par l'est.

#### Les sorties

##### De l'A12 à la RN 191
- A12 devient RN 10
- : Montigny-le-Bretonneux, Voisins-le-Bretonneux, Guyancourt
- Carrefour giratoire entre RD 912 et RN 10 : Trappes - centre, Plaisir, Dreux, Élancourt - Clef-St-Pierre, Base de Loisirs
- Trappes - Le Village : Trappes
- Carrefour giratoire entre RD 23 et RN 10 : Trappes - Les Merisiers, La Boissière, Élancourt - centre
- Élancourt RD 58 : Élancourt, Le Mesnil-Saint-Denis, La Verrière - centre, France Miniature, Z. A Trappes-Élancourt
- L'Agiot : La Verrière - Gare SNCF, Maurepas - centre
- Malmedonne (RD 13) : Maurepas - Village, Montfort-L'Amaury, Élancourt
- RD 202 : Les Essarts-le-Roi, Lévis-Saint-Nom
- RD 33 - RD 34 : Saint-Rémy-l'Honoré
- L'Artoire (RD 191) : Les Mesnuls, Montfort-l'Amaury, Mantes
- Le Perray (RD 910) : Le Perray-en-Yvelines
- Rambouillet - Le Patis (RD 937) : Rambouillet - centre, Poigny-la-Forêt
- Rambouillet - La Clairière (RD 906)  : Rambouillet, (Parc animalier Espace Rambouillet), Clairefontaine-en-Yvelines (interdit aux poids lourds + 7,5 t), Cernay-la-Ville, Chevreuse (Parc naturel régional de la Haute Vallée de Chevreuse)
- Rambouillet - Les Eveuses : Rambouillet (demi-échangeur ; de et vers l'A12)
- Rambouillet - Racinay (RD 936) : Rambouillet Centre-commercial du Bel-Air
- Rambouillet - La Droue (RD 936) : Rambouillet - Bel Air, Sonchamp, Saint-Arnoult-en-Yvelines, Orphin, Z. A du Bel-Air
- Craches (RD 176) : (interdit aux poids lourds + 3,5 t) Orphin, Orcemont (interdit aux poids lourds + 7,5 t) Sonchamp Craches
- Mainguérin (RC 7) : (interdit aux poids lourds + 3,5 t) Mainguérin
- Échangeur entre A11 et RN 10 : Chartres, Le Mans, Paris (A10) , Z. A d'Ablis - Nord
- Échangeur entre RN 191 et RN 10 : Ablis, Prunay-en-Yvelines, Z. A d'Ablis - Ouest, Étampes, (A10) Orléans

La RN 10 devient la RD 910 et continue vers Chartres.

##### Rocade de Chartres
- Échangeur entre A11, future A154 et RD 910 : Le Mans, Nantes, Ablis (et Rouen, Dreux, Voves, Orléans)
- Carrefour giratoire entre RD 910, RD 823 et RD 7010 : Chartres, Champhol, Gasville-Oisème, Gallardon
- Av. Marcel Proust (sens Paris-Bordeaux) : Chartres - est
- Carrefour giratoire entre RD 910 et RD 939 : Chartres, Sours
- Carrefour giratoire entre RD 910, RN 123, RN 154 et RD 7154 : Chartres, Gellainville, Orléans

Devient RN 123
- Carrefour giratoire entre RN 123 et RD 105.7 : Le Coudray Hôpital Louis Pasteur
- RD 29 : Le Coudray, Voves
- RD 935 : Le Coudray, Morancez
- RD 127 (sens Paris-Bordeaux) : Luisant, Barjouville, Ver-lès-Chartres
- RD 339.1 (sens Bordeaux-Paris) : Barjouville, Luisant
- Carrefour giratoire entre RN 123, RD 910 et RD 7010 : Luisant, Chartres, Dreux, Rouen

La RN 123 devient la RD 910.

### De Châteaudun à Tours
Principales communes traversées :
- Cloyes-sur-le-Loir (km 152)
- Pezou (km 159)
- Lisle (km 161)
- Vendôme (km 169)
- Château-Renault (km 195)
- La Grand-Vallée, commune de Villedômer (km 201)
- Monnaie (km 210)
- Tours (km 226) La RN 10 arrive dans la cité tourangelle sur le sommet du coteau de la Loire puis elle descend la célèbre Tranchée avant de traverser la Loire via le pont Wilson. Dans la traversée de Château-Renault, la RN 10 est à nouveau déclassée en route départementale 910 jusqu'au nord de la ville de Tours. Dans Tours, la route prend le nom de : avenue André-Maginot, avenue de la Tranchée, pont Wilson. Ce pont franchit la Loire. La rue nationale faisant partie de la RN 10 est une rue piétonne traversée par le tramway de Tours. L'emprunt de cette rue par les véhicules n'est donc pas autorisé. Il faut donc quitter la RN 10, et passer par les rues suivantes n'appartenant pas à la route nationale : place Anatole-France, avenue André-Malraux, rue Mirabeau, boulevard Heurteloup. La route prend le nom de : place Jean-Jaurès, avenue de Grammont. Elle franchit ensuite le Cher par le pont du Lac et prend ensuite le nom de : avenue de l'Alouette, avenue de Bordeaux. Quittant Tours, la route traverse Chambray-lès-Tours sous le nom d'avenue du Grand Sud. La route reprend son déclassement de route départementale 910 à la sortie de Chambray-lès-Tours.

### De Tours à Poitiers
Principales communes traversées :
- Chambray-lès-Tours (km 232)
- Montbazon (km 238)
- Sainte-Maure-de-Touraine (km 259)
- Dangé-Saint-Romain (km 279)
- Châtellerault (km 293)
- Naintré
- La Tricherie, commune de Beaumont
- Jaunay-Clan (km 314)
- Chasseneuil-du-Poitou (km 317)
- Migné-Auxances
- Poitiers (km 327) : la nationale prend le nom de rue des Sciences. Les communes suivantes sont traversées par le nom de route départementale 910. La départementale 910 traverse Poitiers par l'ouest. Au sud de Poitiers,la route reprend son nom initial de route nationale 10. À partir du sud de Poitiers, la route nationale 10 est presque entièrement voie express jusqu’à Bordeaux.

### De Poitiers à Bordeaux

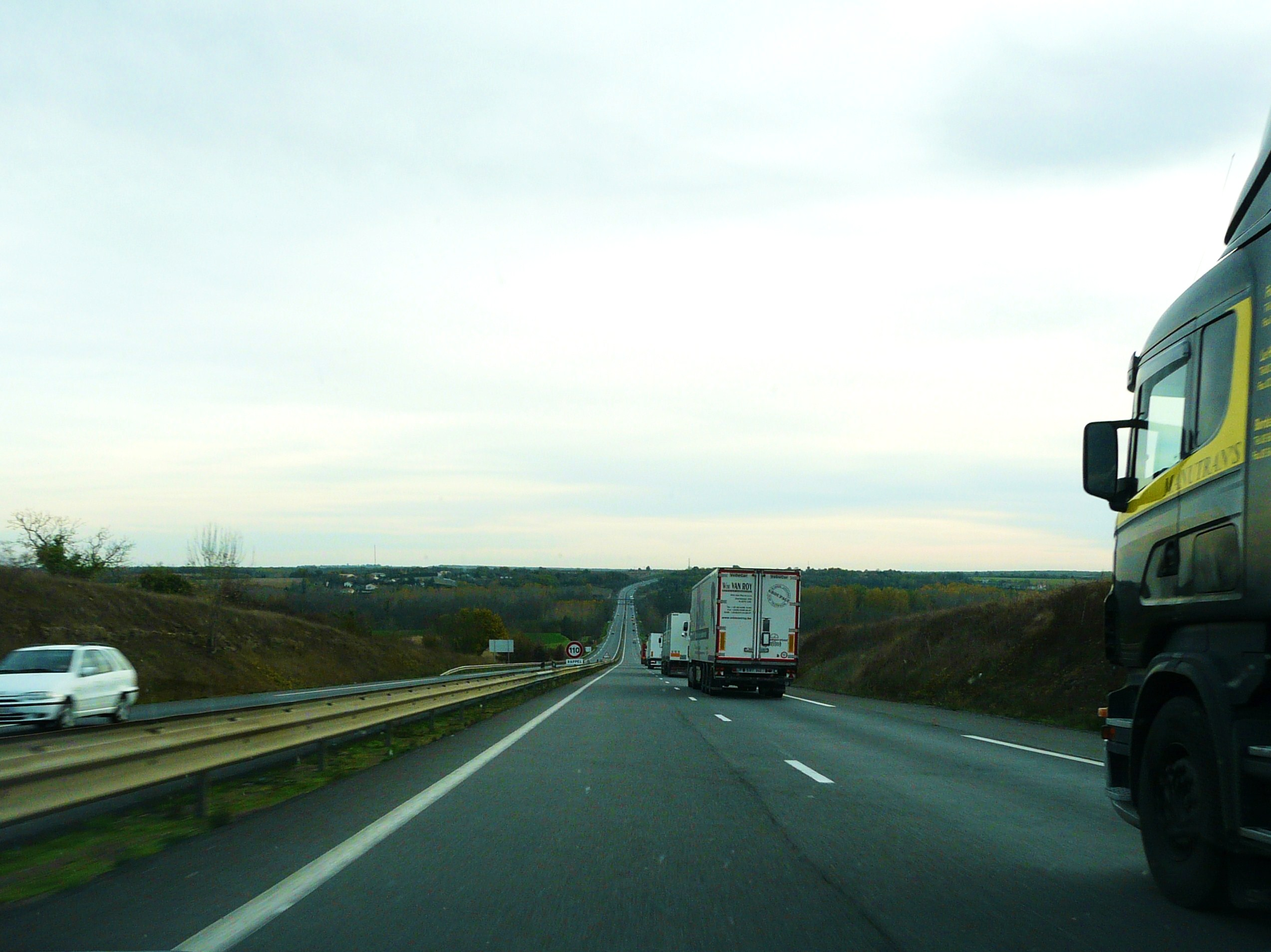
La RN 10 à Fontclaireau.

Principales communes traversées : les communes suivantes sont contournées par la voie express.
- Vivonne (km 345)
- Couhé (km 361)
- Les Maisons-Blanches, commune de Limalonges (km 381)
- Ruffec (km 393)
- Mansle (km 411)
- Gond-Pontouvre (km 435)
- Angoulême (km 437)

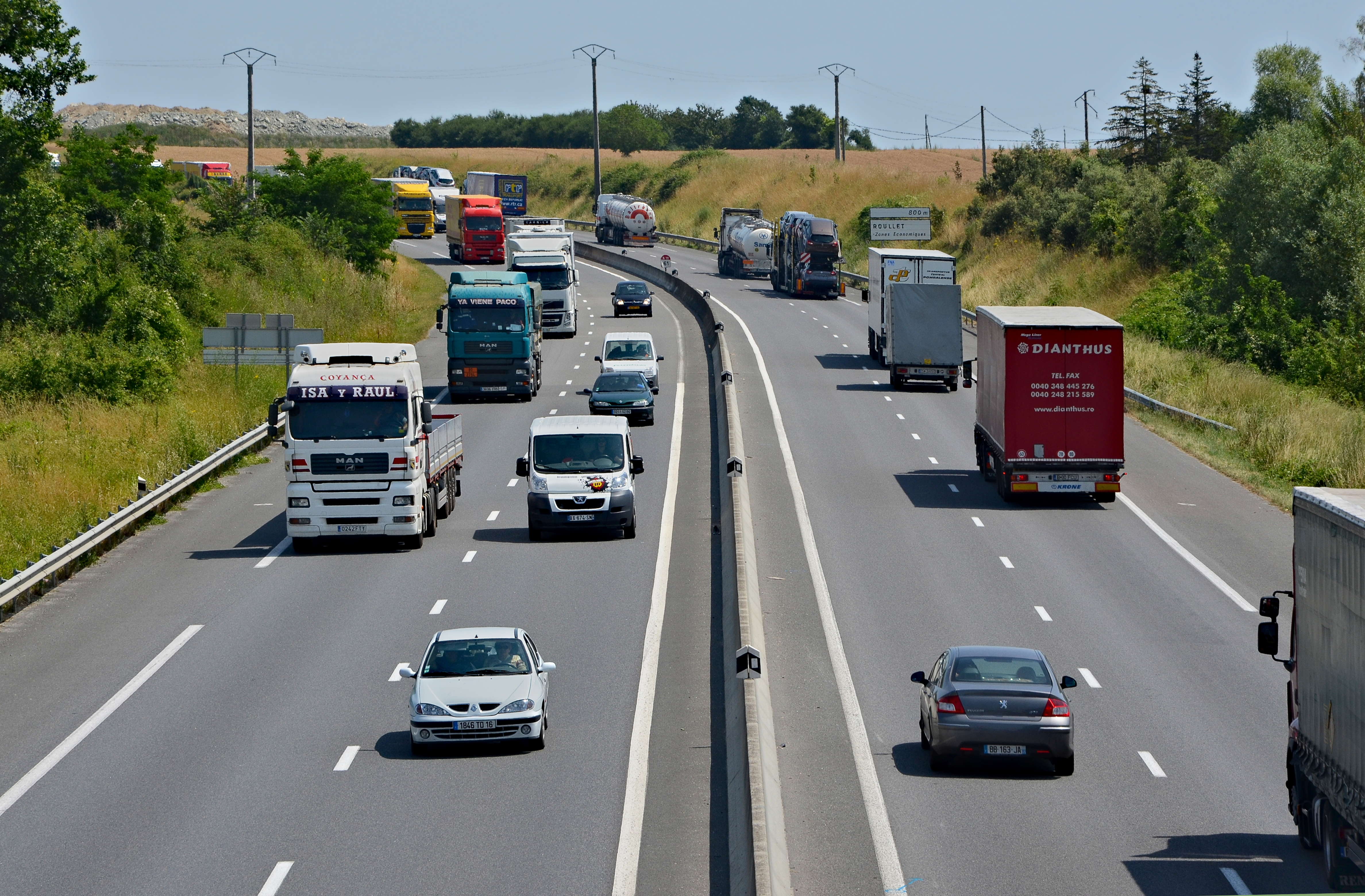
La RN 10 près de Roullet-Saint-Estèphe.

La RN 10 est aussi la route européenne E606 après Angoulême.
- La Couronne (km 443)
- Roullet-Saint-Estèphe (km 449)
- Barbezieux-Saint-Hilaire (km 469)
- Chevanceaux (km 490)
- Montlieu-la-Garde (km 498)
- Saint-André-de-Cubzac (km 530)
- Cubzac-les-Ponts
- Saint-Vincent-de-Paul
- Ambarès-et-Lagrave
- Sainte-Eulalie
- Carbon-Blanc (km 543)
- Lormont (km 545)
- Cenon (km 549)
- Bordeaux (km 553)

Aménagement du dernier tronçon à 2×2 voies entre Reignac et Chevanceaux d'une longueur de 11,3 kilomètres.
Fin des travaux en juin 2019. La voie express se termine à Saint-André-de-Cubzac et devient la route départementale 1010. La route croise la route nationale 137 reliant Saint-Malo à Bordeaux. Remarque : Au niveau d'Ambarès-et-Lagrave, la route nationale 10, déclassée en route départementale 1010, devient la route départementale 911 jusqu’à Carbon-Blanc. La route longe l'autoroute A10 reliant Paris à Bordeaux. Après Carbon-Blanc, la route nationale 10 traverse Lormont et Cenon. Après Cenon, la route entre dans l'agglomération bordelaise et prend le nom de boulevard Joliot-Curie et franchit la Garonne sur le pont Saint-Jean. Après la traversée de la Garonne, la route nationale 10 prend le nom du boulevard des Frères Moga, boulevard Jean-Jacques Bosc, boulevard Albert 1er, boulevard du Président Franklin Roosevelt, cours Gambetta, cours de la Libération, sort de Bordeaux au sud de la ville, et redevient la route départementale 1010 jusqu'à l'échangeur de l'autoroute A63 de Belin-Béliet.

#### Les sorties
Entre Poitiers et Saint-André-de-Cubzac, la vitesse est limitée à 80 km/h pour les poids lourds, lesquels n'ont pas le droit de dépasser les autres véhicules sur la voie de gauche, pour éviter d’encombrer la voie express. En effet, l'axe est très fréquenté par les camions qui évitent d'utiliser l'autoroute A10 entre Poitiers et Bordeaux, car la section est payante et fait un détour par Niort. De plus, à Angoulême, commence la route Centre-Europe Atlantique (RCEA) depuis la RN 10, également très fréquentée par les camions qui se dirigent vers la péninsule ibérique.
- Carrefour giratoire entre RN 10 et RD 910, sortie de Poitiers : Poitiers, Centre-Commercial Aushopping Poitiers Sud, Croutelle - centre, Les Hauts-de-Croutelle, Fontaine-le-Comte - nord
- ( Échangeur entre RN 10 et A10 (sortie 30 de l'A10)) : Paris, Tours, Niort, Nantes, Bordeaux
- Z. A de la Porte d'Aquitaine (depuis Poitiers)
- 31 Fontaine-le-Comte (RD 611) : Niort, Saintes, Lusignan, Melle, Fontaine-le-Comte - sud, Croutelle - sud
  -  jusqu'à Saint-André-de-Cubzac, sauf indication contraire
- 32 Ruffigny (RD 4c): Iteuil, Ligugé
  -  3 intersections
- 34 Vivonne - nord (RD 31) : Vivonne, Marçay

Pont sur la Vienne
- 35 Vivonne - sud (RD 742) : Vivonne, Celle-Lévescault, Lusignan, Gençay
  -  3 intersections
- 36 Les Minières-de-Payré (RD 97c) (depuis les deux sens et vers Poitiers) : Valence-en-Poitou, Voulon
- 37 Valence-en-Poitou - Payré (RD 29) : Valence-en-Poitou, Saint-Sauvant,  Aire de service Le relai des Minières) (dans les deux sens)
- 38 Valence-en-Poitou - Châtillon (RD 7) : Valence-en-Poitou, Lusignan
- 39 Valence-en-Poitou - nord (RD 7) : Valence-en-Poitou - Châtillon, Lezay, Rom
- 40 Valence-en-Poitou - Couhé (RD 99) : Valence-en-Poitou - sud, Vanzay
- 41 (RD 98) : Brux, Rom
- 42 (RD 35) : Chaunay
- 43 (RD 25) : Chaunay
- 44 (RD 37): Linazay, Pliboux (Sauzé-entre-Bois)

Passage du département de la Vienne à celui des Deux-Sèvres
- 45 Maison Blanche (RD 948) : Niort, Limoges, Civray, Melle, Sauzé-entre-Bois - Sauzé-Vaussais
- 45.1 Limalonges (RD 948) :  Aire de service Les Maisons Blanches (sens Bordeaux-Poitiers), Limalonges
- 46 Sauzé-entre-Bois - Montalembert (RD 113) : Sauzé-entre-Bois, Voulême, Val-de-Comporté - Saint-Macoux, Chez Branger, Les Adjots

Passage du département des Deux-Sèvres à celui de la Charente
- 47 Ruffec - nord (RD 910) : Ruffec, Les Adjots
- 48 Ruffec - ouest (RD 26) : Villefagnan, Bernac, Ruffec
- 49 Ruffec - sud (RD 910) : Ruffec
- Aire de service L'églantier (sens Bordeaux-Poitiers)/Les Groies (sens Poitiers-Bordeaux)) (dans les deux sens) + intersection avec la RD 192 vers Courcôme - Villegats, Barro, Verteuil
  -  3 intersections avec la voirie locale
- 50 Maison Rouge (RD 27) : Salles-de-Villefagnan, Aunac-sur-Charente
- 51 Mansle - nord (RD 18) : Mansle-les-Fontaines, Fontenille

Viaduc sur la Charente
- 52 Mansle - sud (RD 40) : Mansle-les-Fontaines
  -  Aire de repos Maine de Boixe - est (sens  Bordeaux-Poitiers)
  -  2 intersections +  Aire de repos Maine de Boixe - ouest (sens  Poitiers-Bordeaux (accessible aussi dans l'autre sens)))
- 53 Tourriers - nord (RD 15) : Tourriers, Villejoubert, Saint-Amant-de-Boixe (demi-échangeur ; de et vers Poitiers)
- 54 Tourriers - sud (RD 113) : Tourriers, Saint-Amant-de-Boixe (demi-échangeur ; de et vers Bordeaux)
- 55 Anais (RD 11): Anais, La Boixe - Vars, Churet, La Chignolle
- 56 La Chignolle (RD 23) : Churet, La Chignolle (demi-échangeur ; de et vers Bordeaux)
- 57 Champniers (RD 910) : Gond-Pontouvre, Balzac, Champniers, Brie
- 58 Traslemaine (RCEA) ( Échangeur entre RN 10 et RN141) : Limoges, Angoulême - nord, Périgueux

Viaduc sur la Charente
- 59 Saint-Yrieix-sur-Charente ( Échangeur entre RN 10 et RN141) : Saint-Jean-d'Angély, Saint-Yrieix, La Rochelle, Royan Cognac, Saintes
- 60 Les Planes (RD 941) : Angoulême - centre, Saint-Yrieix, Fléac

Viaduc sur la Charente
- 61 Les Trois Chênes (RD 72) : Linars, Angoulême - ouest
- 62 Girac (RD 1000) : Périgueux, Angoulême - sud, Saint-Michel, Puymoyen, La Couronne - Université
- 63 La Couronne (RD 103) : La Couronne - centre, Nersac, zone commerciale
- 64 Fontaine (RD 910) : Roullet - zone économique
- 65 Berguille (RD 7) : Champagne-Vigny, Claix, Sireuil, Blanzac, Châteauneuf-sur-Charente, Roullet
- 66 Chez Thibault (RD 22) : Coteaux-du-Blanzacais, Châteauneuf-sur-Charente, Champagne-Vigny
- 67 Pétignac (RD 10) : Val des Vignes
- 68 Vignolles (RD 68) : Vignolles, Châteauneuf-sur-Charente, Bellevigne
- 69 Saint-Médart (RD 917) : Barbezieux, Jonzac, Pons
- 70 Plaisance (RD 24) : Barbezieux - centre, Brossac, Chalais,  Aire de service Relais de Barbezieux) (dans les deux sens)
- 71 La Maison Neuve (RD 731) : Reignac, Baignes, Barbezieux - sud, Cognac
- 72 Chez Rolland (RD 58) : Baignes, Condéon
- 73 La Grolle (RD2) : Boisbreteau, Baignes, Touvérac
- Intersection avec la RD 132 : Chantillac, Boisbreteau (section en cours d'aménagements)
- 74 Chantillac (RD 133) : Chantillac, Bors

Passage du département de la Charente à celui de la Charente-Maritime
- 74.1 Castellan (RD 142) : Chevanceaux - nord (de et vers Poitiers)
- 75 La Gare de Chevanceaux (RD 910) : Chevanceaux, Pouillac
- 76 La Garde (RD 730) : Montlieu-la-Garde, Clérac, Montguyon, Chepniers, Montendre
- 77 Le Jarculet (RD 145) : Bussac-Forêt, Bedenac
- Aire de service Bedenac) (dans les deux sens)

Passage de département de la Charente-Maritime à celui de la Gironde
- 78 Pierre Brune (RD 250) : Saint-Yzan-de-Soudiac, Saint-Savin
- 79 La Tuilerie (RD 22): Laruscade, Cavignac, Saint-Mariens
- 80 La Chapelle (RD 18): Cézac, Libourne, itinéraire bis vers Toulouse, Bayonne
- 81 Le Plassin (RD 142): Marsas, Cubnezais, Gauriaguet
- 81.1 Gauriaguet - Gare : Gauriaguet
- 82 Peujard (RD 133) : Peujard, Gauriaguet
- 83 Bois Martin (RD 133) : Aubie-et-Espessas, Virsac, Salignac
- 84 Saint-André-de-Cubzac - nord (RD 1010) (de et vers Poitiers) : Saint-André-de-Cubzac, Libourne, Paris
- Échangeur entre RN 10 et A10 (sortie 39b de l'A10) : Bordeaux (de et vers Bordeaux)
  -    (La RN 10 devient l'A10)

### De Bordeaux à Saint-Geours-de-Maremne

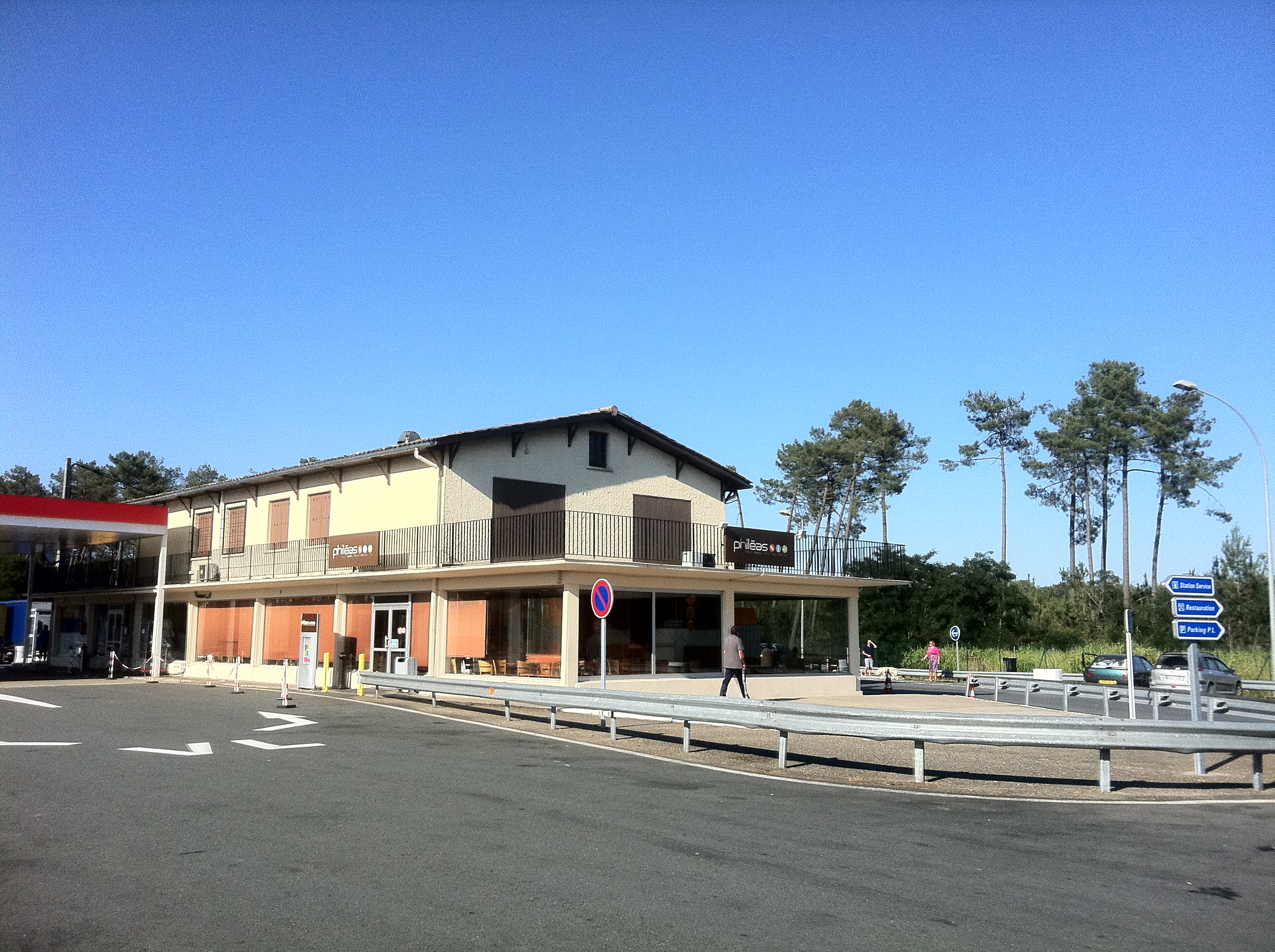
Aire de Lilaire à Belin-Béliet à l'époque de la voie express (2011) fermée en 2013.

La partie de la route nationale passant par :
- Talence (km 557)
- Gradignan (km 561)
- La House, commune de Canéjan (km 564)
- Réjouit, commune de Cestas (km 568)
- Le Barp
- Lavignolle, commune de Salles
- Belin-Béliet (km 597)

a été déclassée en RD 1010 jusqu'à sa jonction avec l'A63 (échangeur n° 20).
De Belin-Béliet à Saint-Geours-de-Maremne, la route nationale 10 n'existe plus. Jusqu'en avril 2013, la route (dont la concession a été accordée à Atlandes pour la transformation en autoroute A 63 à partir de septembre 2011) passait par les communes de :
- Le Muret (km 608)
- Liposthey (km 619)
- Labouheyre (km 631)
- Laharie (km 651)
- Castets (km 673)
- Magescq (km 687)
- Saint-Geours-de-Maremne (km 698)

Mais cet état de fait ne dure que depuis les années 1950. En effet, jusque-là, c'était la route nationale 132 qui suivait le tracé ci-dessus, car Napoléon Bonaparte a plutôt classé impériale la route passant par :
- Langon
- Bazas
- Roquefort
- Mont-de-Marsan
- Tartas
- Dax
- Saint-Geours-de-Maremne

C'était en effet cette route-là qui avait été remise en état pour le passage des troupes allant en Espagne. En 1824 lors de la renumérotation des routes, ce fut donc ce tracé qui reçut le numéro 10. Mais avec l'arrivée de l'automobile, le tracé actuel via Castets, plus rectiligne, fut préféré. Dans les années 1950, on permuta alors les numéros de ces deux tronçons : le tronçon de Langon à Tartas fut affecté à la route nationale 132, celui de Tartas à Saint-Geours à la route nationale 124, la RN 113 récupérant le tronçon de Bordeaux à Langon. Lors de la réforme de 1972, le tracé de Langon à Mont-de-Marsan fut déclassé en RD 932 (avant qu'en 2003 ou 2004, une partie de cette route ne soit reclassée en RN 524 car cette route a été choisie pour convoyer de Langon à Blagnac des modules de l'Airbus A380). Le tronçon de Mont-de-Marsan à Tartas a été affecté à la route nationale 124. Au nord de Saint-Geours-de-Maremne, la route nationale 10 se détache de l'autoroute A63 au niveau de la sortie n°10, la route est déclassée jusqu'à la frontière espagnole en route départementale 810. La route entre par le nord du village dans l'agglomération de Saint-Geours-de-Maremne, traverse cette commune. Au centre-ville de Saint-Geours-de-Maremne, la route nationale 10 croise la route nationale 124 actuellement déclassée en route départementale 824E, permettant de relier Toulouse à Saint-Geours-de-Maremne. La route nationale 10 déclassée en route départementale 810 quitte le village par le sud-ouest de la commune.

### De Saint-Geours-de-Maremne à Béhobie

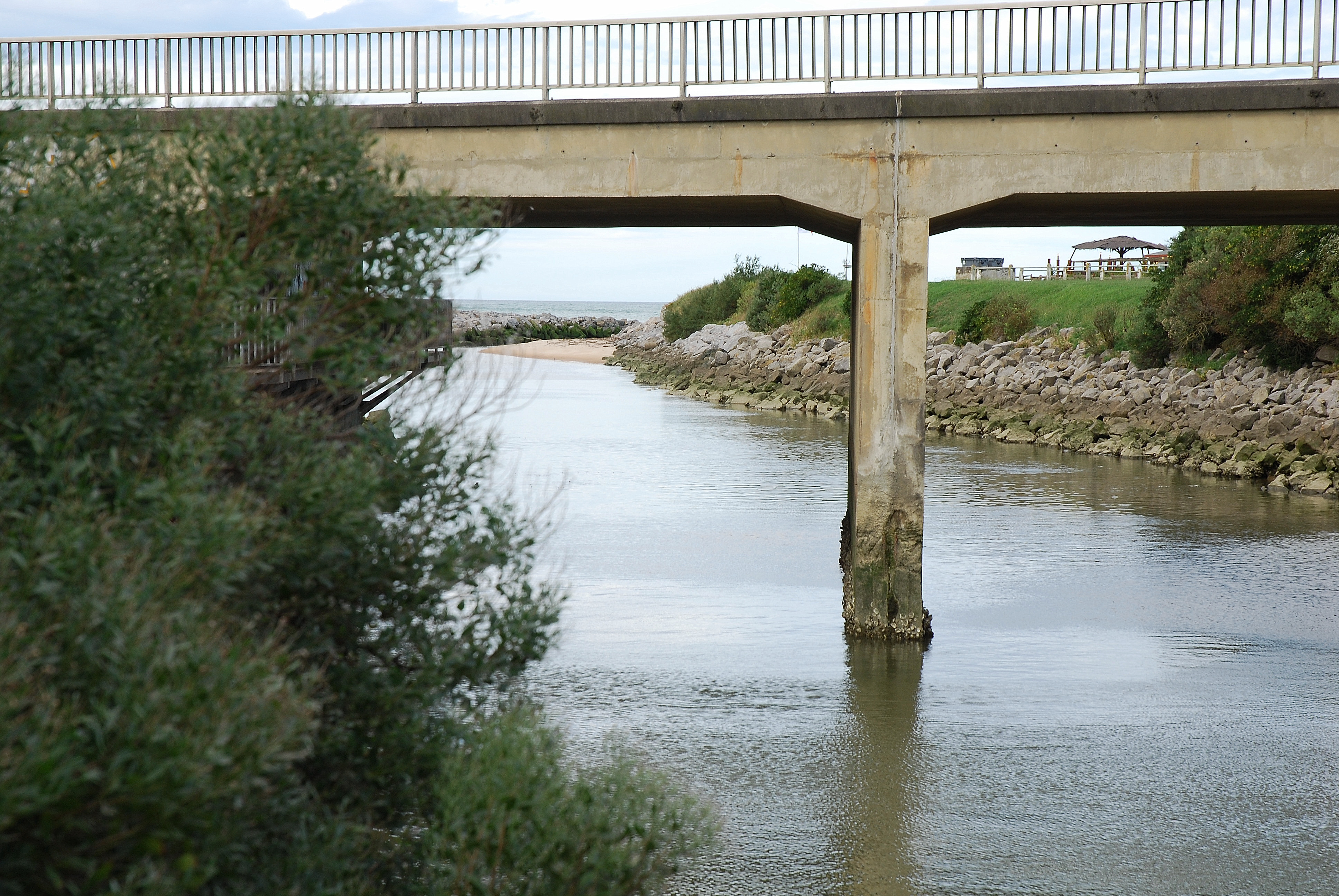
L'Uhabia sous le pont de la RN 10 à Bidart.

La route nationale 10 passe par les communes suivantes :
- Saint-Vincent-de-Tyrosse (km 705)
- Bénesse-Maremne (km 710)
- Labenne (km 717)
- Ondres (km 721)
- Tarnos (km 724)
- Boucau (km 726)
- Bayonne (km 730)
- Anglet (km 734)
- La Négresse, commune de Biarritz (km 736)
- Bidart (km 742)
- Guéthary (km)
- Saint-Jean-de-Luz (km 751)
- Ciboure (km 752)
- Kexiloa, commune d'Urrugne (km 754)
- Urrugne (km 756)
- Béhobie (commune d'Urrugne) - frontière avec l'Espagne avec la route N-I (km 762)

Toujours déclassée en route départementale 810, la nationale 10 contourne la ville de Bayonne par l'est, quitte Bayonne pour entrer dans la ville d'Anglet, passe non loin de l'aéroport de Biarritz Pays Basque, traverse les communes de Bidart, Guéthary, Saint-Jean-de-Luz, Urrugne.

## Tourisme
Liste non exhaustive des lieux à visiter, situés à proximité de la route.
- Versailles, Yvelines : château
- Trappes, Yvelines : église Saint-Georges, Les Dents de Scie, ferme du château
- Rambouillet, Yvelines : château
- Chartres, Eure-et-Loir : cathédrale Notre-Dame de Chartres
- Châteaudun, Eure-et-Loir : château, musée, grottes du Foulon
- Vendôme, Loir-et-Cher : château, musée, abbaye la trinité de Vendôme, chapelle saint Jacques, porte Saint Georges
- Tours, Indre-et-Loire : cathédrale, caves à vin, grottes pétrifiantes de Savonnières à 10 km à l'ouest, château de Villandry
- Châtellerault, Vienne : pont Henri-IV, pont Camille-de-Hogues, maison Descartes et musée Sully
- Poitiers, Vienne : parc de Blossac, le baptistère Saint-Jean, un des plus anciens bâtiments chrétiens de France, la cathédrale Saint-Pierre, le Futuroscope à Chasseneuil-du-Poitou
- Bordeaux, Gironde : centre ville classé patrimoine mondial de l'UNESCO, cave coopérative de vinification